# Eßleben-Teutleben
Eßleben-Teutleben ist eine Ortschaft der Landgemeinde Buttstädt im thüringischen Landkreis Sömmerda und besteht aus den beiden Orten Eßleben und Teutleben. Er liegt direkt an der Grenze zu Sachsen-Anhalt.

## Geschichte

### Teutleben
Erste urkundliche Erwähnung 876. Einstmals befand sich eine Wasserburg südwestlich der Kirche nahe der Mündung des Rheinbachs in den Rohrbach. Sie gehörte den Herren von Teutleben, die im 12. Jahrhundert urkundlich erwähnt worden sind. Reste eines Rundturms sind noch heute erhalten (vgl. Burgruine Teutleben).

### Eßleben
Erste urkundliche Erwähnung im Jahr 1063 als Usenlebe. Damals dem Erzbischof von Mainz steuerpflichtig. Später stand die Gemeinde im Besitz wechselnder Eigentümer und kam 1815 vollständig zum Großherzogtum Sachsen-Weimar-Eisenach.
Die romanische Dorfkirche mit Chorturm stammt aus dem Jahr 1267. Seit 2007 trägt sie den Namen „Elisabeth-Kirche“. Einzigartig in Thüringen sind die Emporen mit Fragmenten von Estrich-Verzierungen, die vermutlich im zwölften Jahrhundert aufgebracht wurden. Der reich mit Schnitzereien verzierte Altar ist eine besondere Sehenswürdigkeit.

### Zwangsarbeit
Während des Zweiten Weltkrieges mussten 48 Frauen und Männer aus Polen, der Ukraine und Italien in der Landwirtschaft Zwangsarbeit verrichten.

### Gegenwart
Die Gemeinde Eßleben-Teutleben wurde 1974 aus dem Zusammenschluss von Eßleben und Teutleben gegründet. Diese gehörte seit 1991 der Verwaltungsgemeinschaft Buttstädt an.
Am 1. Januar 2019 fusionierte die Gemeinde mit den anderen Gemeinden der Verwaltungsgemeinschaft Buttstädt zur Landgemeinde Buttstädt.

### Einwohnerentwicklung
| - 1994: 376 - 1995: 384 - 1996: 383 - 1997: 389 - 1998: 383 - 1999: 378 | - 2000: 375 - 2001: 364 - 2002: 364 - 2003: 352 - 2004: 372 - 2005: 366 | - 2006: 361 - 2007: 360 - 2008: 362 - 2009: 357 - 2010: 349 - 2011: 316 | - 2012: 308 - 2013: 311 - 2014: 305 - 2015: 297 - 2016: 291 - 2017: 287 |

 Datenquelle: Thüringer Landesamt für Statistik

## Infrastruktur
Die beiden Ortsteile werden verbunden durch eine einfache Landstraße, die einen Zipfel Sachsen-Anhalts durchschneidet. Teutleben liegt an der Landesstraße L 1058, die den Ort mit Buttstädt im Westen und Herrengosserstedt und Eckartsberga im Osten verbindet.

## Politik

### Ehemaliger Gemeinderat
Der Gemeinderat aus Eßleben-Teutleben setzte sich aus sechs Mitgliedern einer Freien Wählergruppe zusammen (Stand: Kommunalwahl 27. Juni 2004).

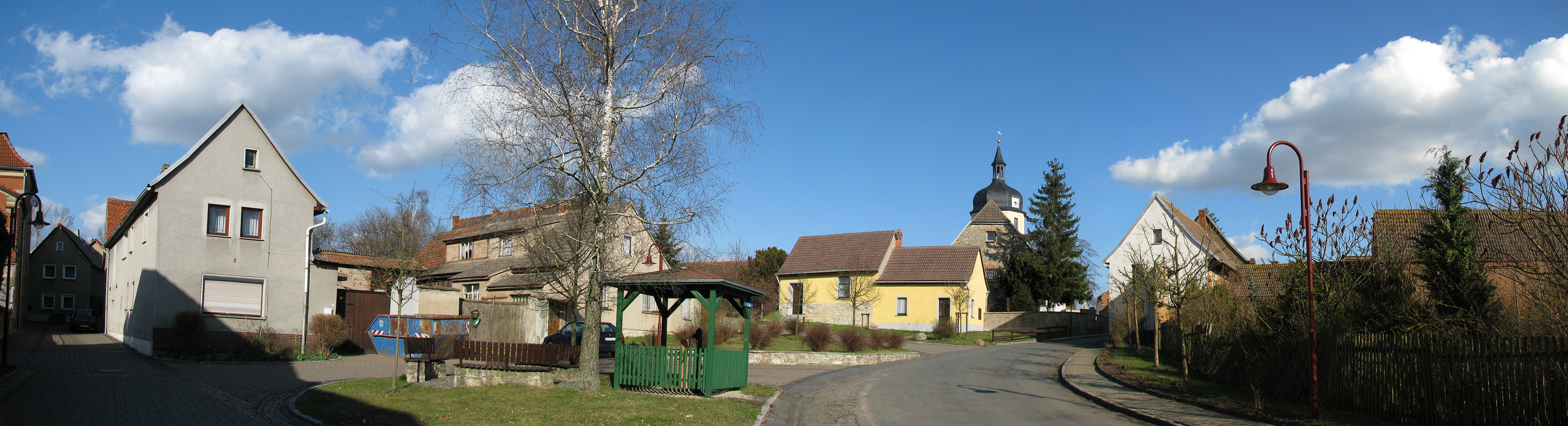
Hauptstraße in Eßleben mit Blick auf Kirche (Kamerastandpunkt→)

### Wappen

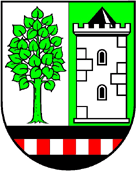
Das ehemalige Gemeindewappen von Eßleben-Teutleben

Blasonierung: „Gespalten von Silber und Grün mit einem schwarzen Schildfuß, darin ein rot-silberner Balken. Vorn eine grüne Linde und hinten ein silberner gezinnter Rundturm mit schwarzem Spitzdach.“
Bedeutung: Die Gemeinde Eßleben-Teutleben greift in ihrem Wappenentwurf das Motiv der Gemeindesiegel aus dem 19. Jahrhundert auf und weist mit weiteren Symbolen auf historische und politische Besonderheiten der Gemeinde hin. Beide Gemeinden Eßleben und Teutleben, welche bis 1974 selbständige Gemeinden waren, führten im 19. Jahrhundert jeweils einen nicht näher bestimmten Laubbaum im Siegel. Dieses Motiv wird im Wappenentwurf aufgegriffen und durch eine Linde dargestellt. Diese Linde steht vorrangig für Eßleben. Für Teutleben wurde ein Turm in das Wappen gestellt, da sich dort einstmals eine Wasserburg der Herren von Teutleben befand. Reste eines Rundturms sind noch heute erhalten. Die Grenzlage zum Land Sachsen-Anhalt – ein Teil der Verbindungsstraße zwischen beiden Ortsteilen liegt bereits in Sachsen-Anhalt – wird durch einen rot-silbernen Balken symbolisiert. Dieser steht zugleich für die räumliche Trennung beider Ortsteile.

## Galerie

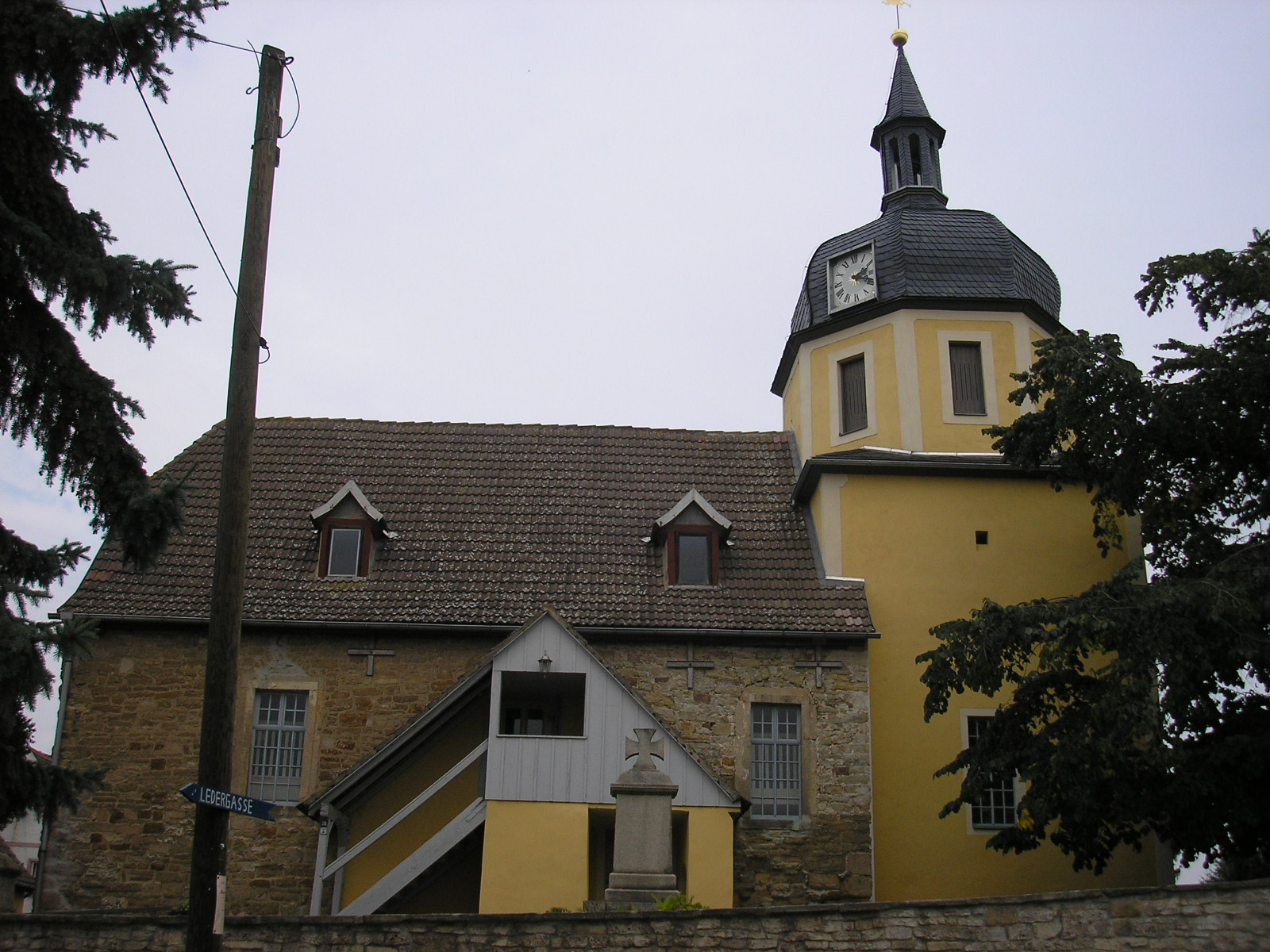
Kirche von Eßleben (Lage→)
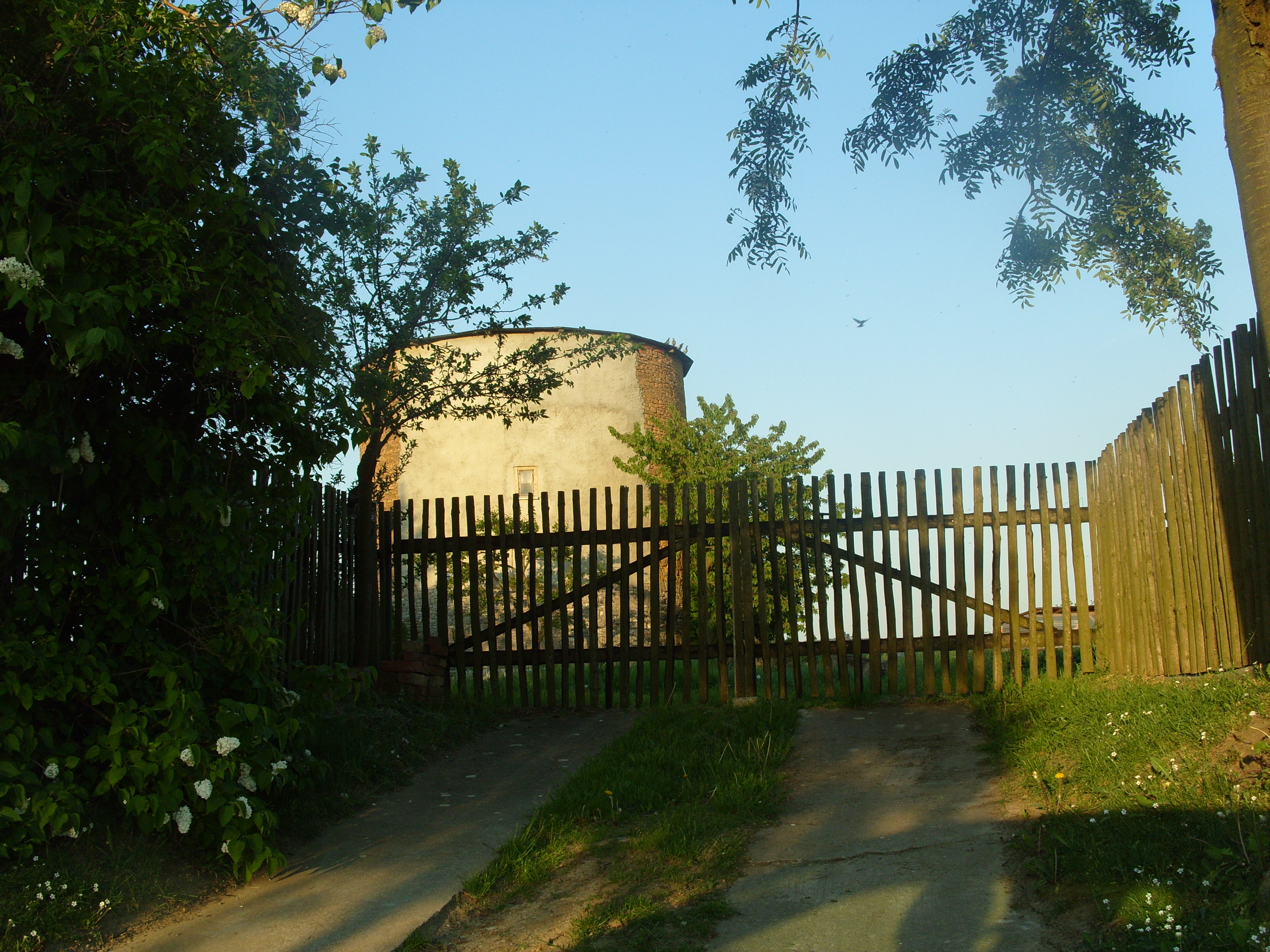
Turmmühle in Eßleben
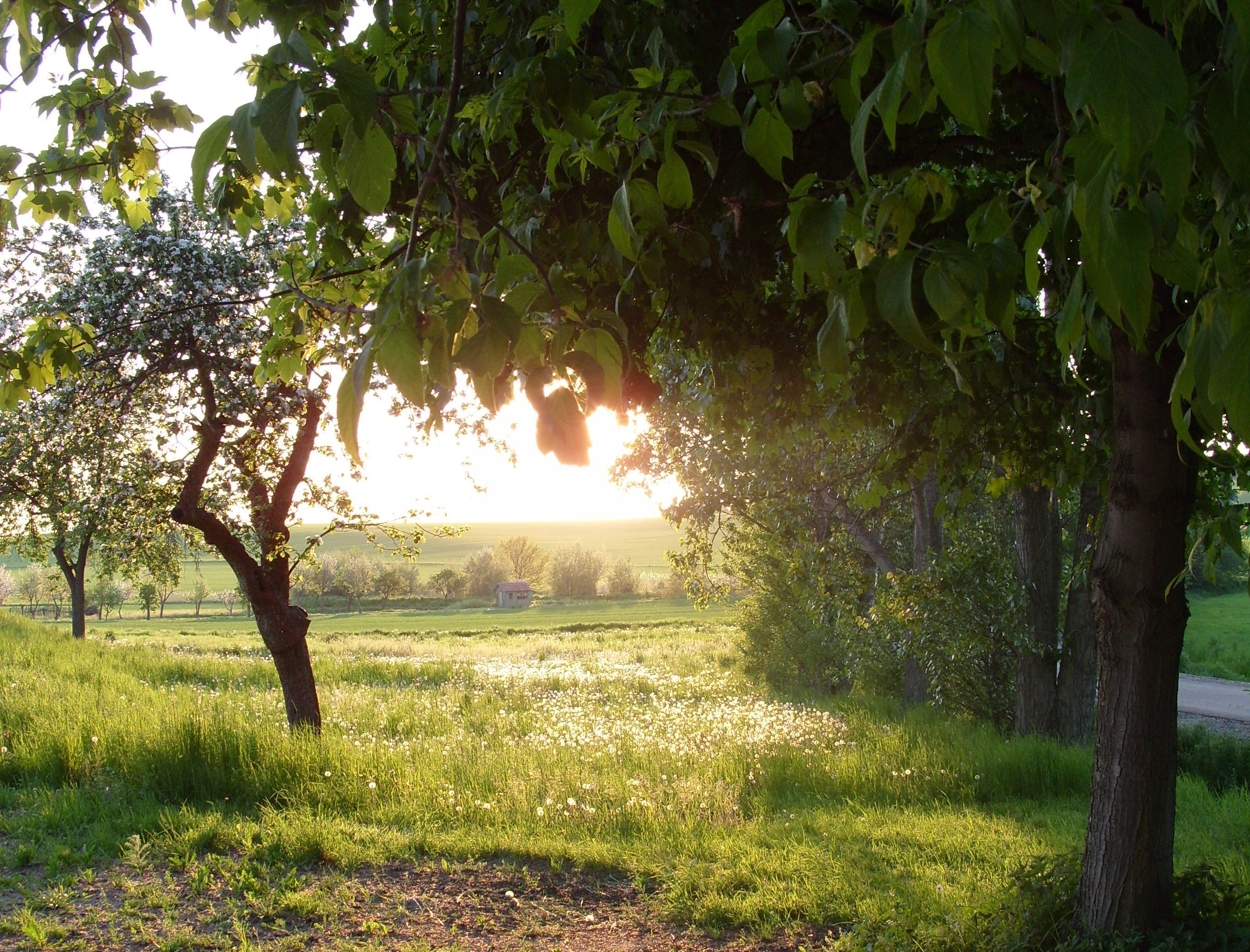
Ortsausgang von Eßleben
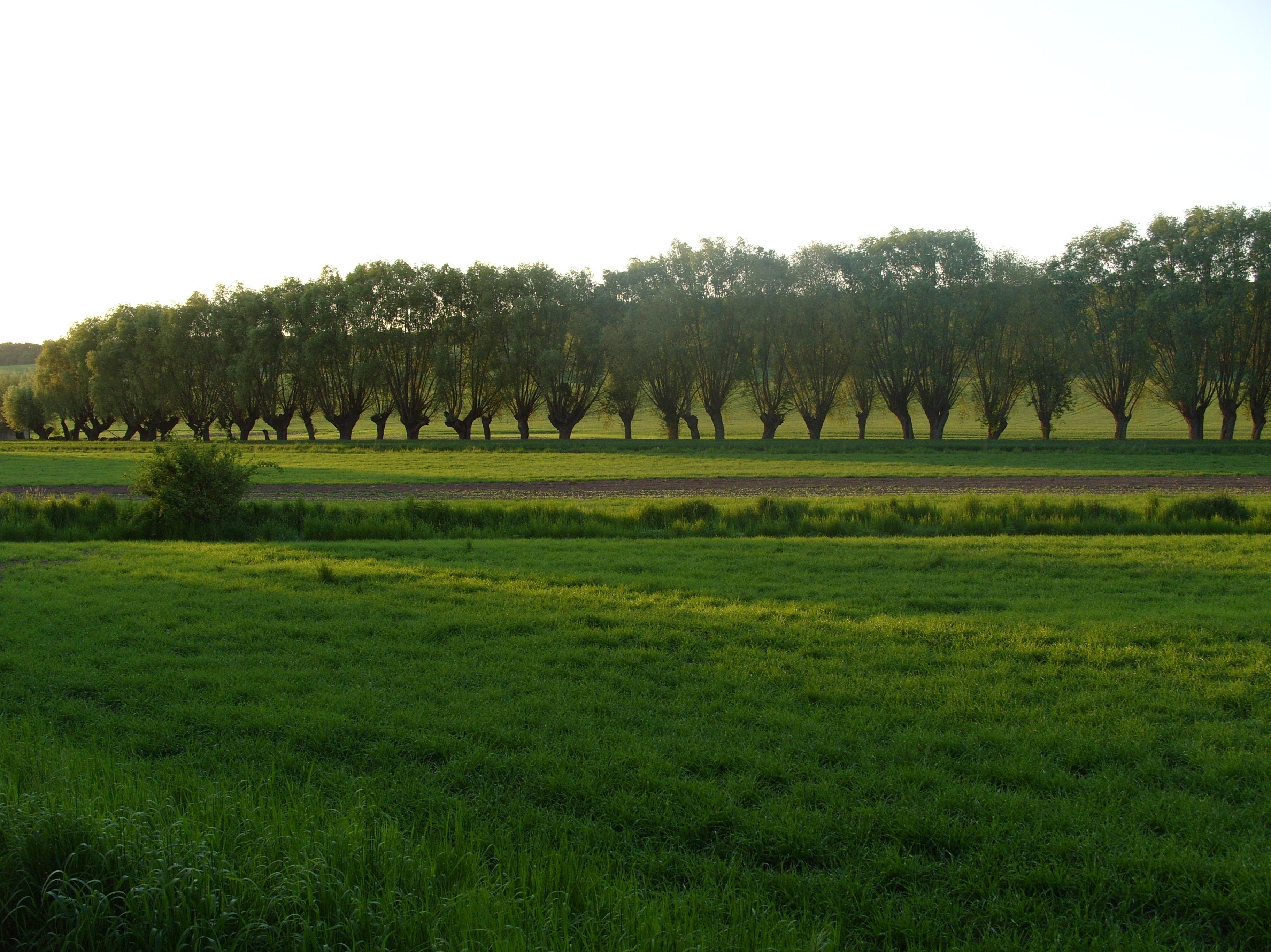
Weidenweg in Eßleben
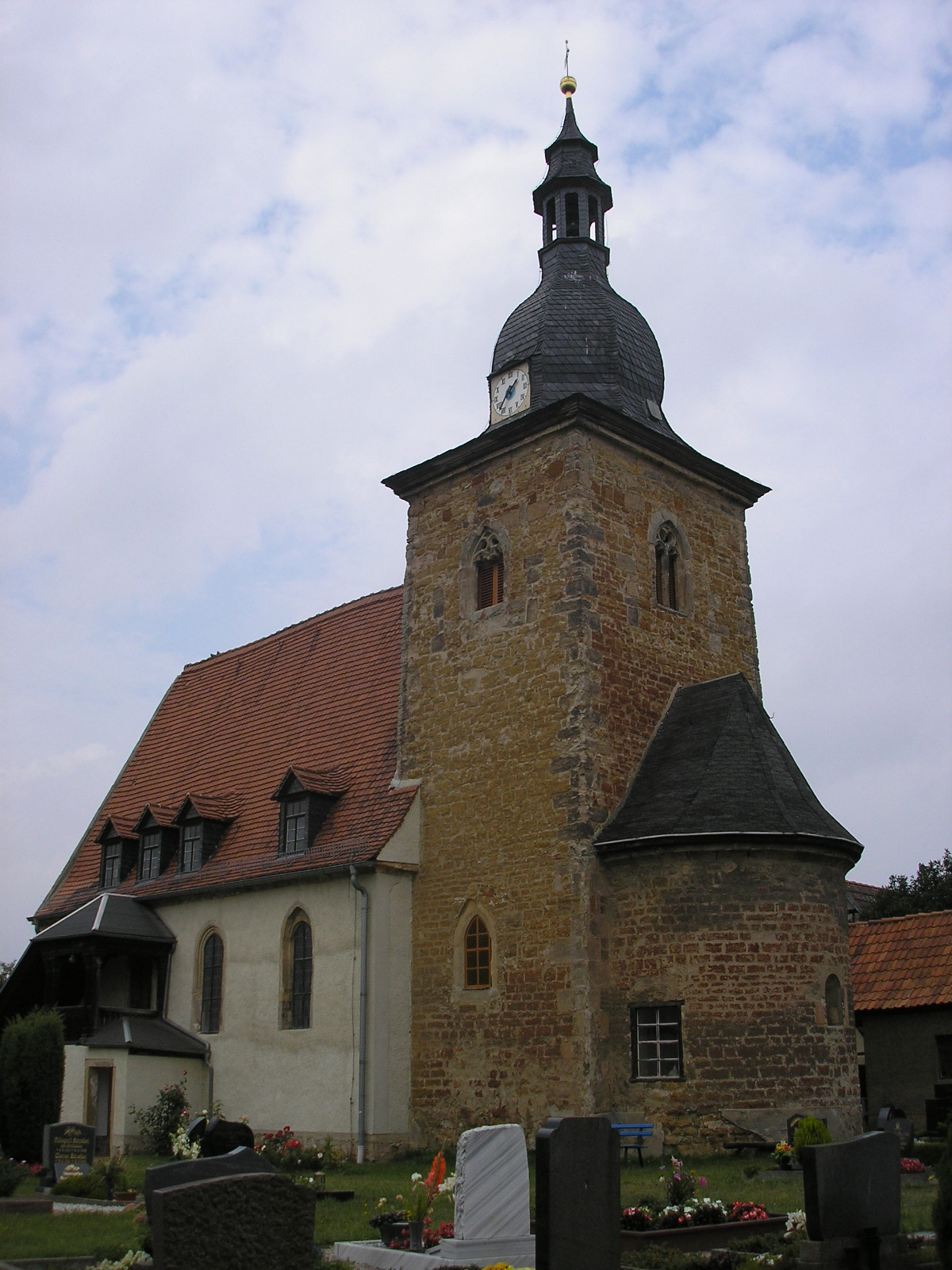
Kirche von Teutleben (Lage→)
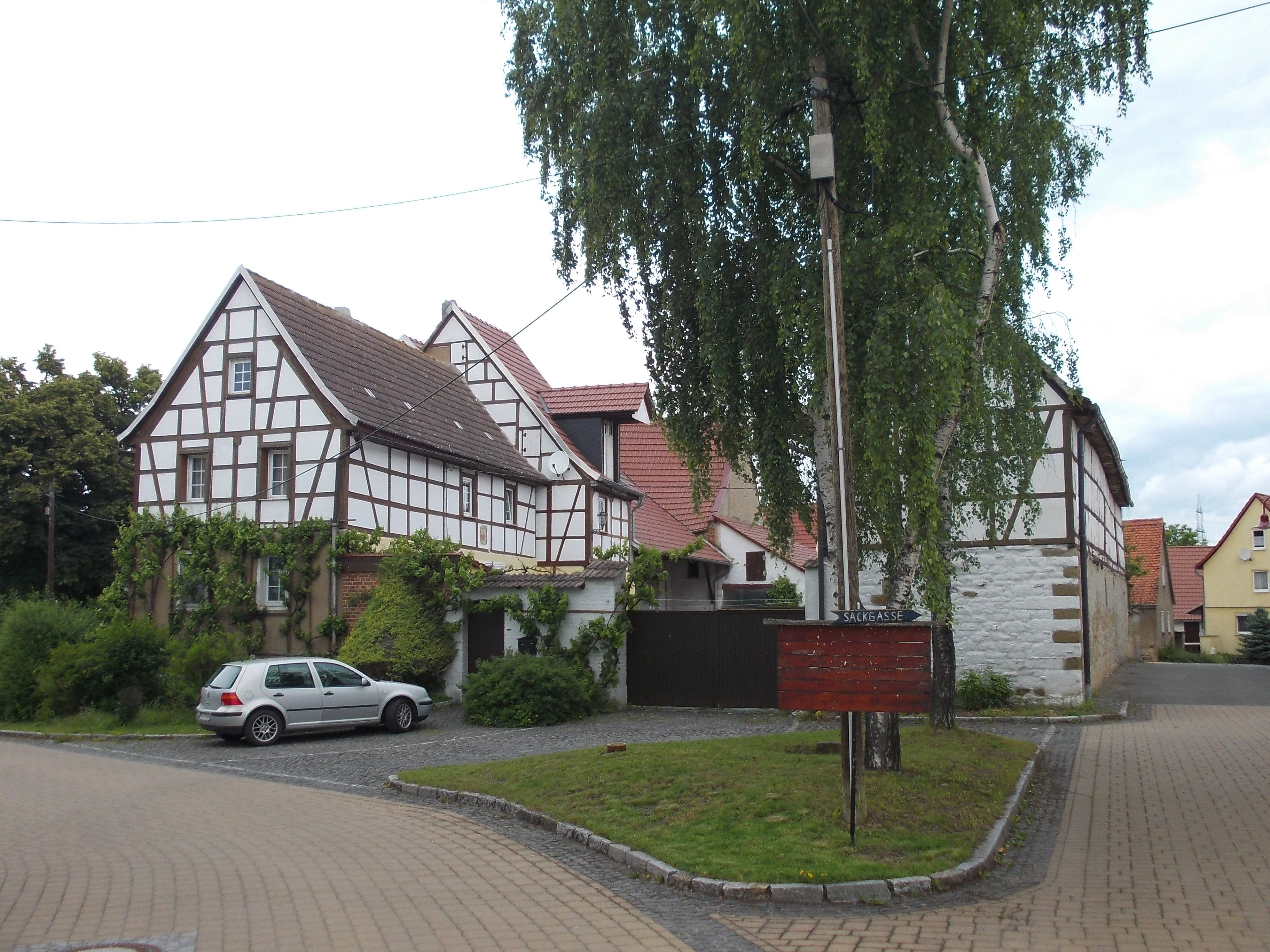
Hof in Teutleben